# Gironico
Gironico là một đô thị ở tỉnh Como trong vùng Lombardia, có cự ly khoảng 40 kilômét (25 mi) về phía tây bắc của Milano và khoảng 7 kilômét (4 mi) về phía tây nam của Como. Tại thời điểm ngày 31 tháng 12 năm 2004, đô thị này có dân số 2.133 người và diện tích là 4,5 km².
Gironico giáp các đô thị: Cavallasca, Lurate Caccivio, Montano Lucino, Olgiate Comasco, Parè, Villa Guardia.